# Ludwig Gies

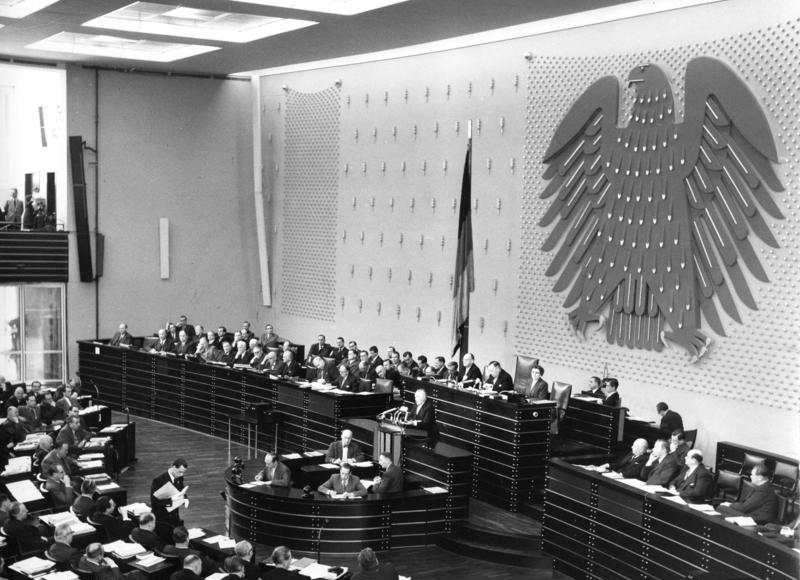
Bundesadler, so genannte Fette Henne, 1953, an der Stirnwand des Plenarsaals des Deutschen Bundestags im Bundeshaus Bonn, 1955

Ludwig Gies (* 3. September 1887 in München; † 27. Januar 1966 in Köln) war ein deutscher Bildhauer, Medailleur, Glasmaler und Hochschullehrer. Für die Nationalsozialisten wurde er mit seinem expressionistischen Lübecker Kruzifixus (1921) bereits seit 1922 zum Prototyp des „entarteten Künstlers“. Sein bekanntestes Werk ist der Bundesadler (1953) im Bonner Bundestag, in veränderter Fassung heute im Plenarsaal des Reichstagsgebäudes zu Berlin.

## Biografie

### 1887 bis 1918
Gies wuchs als älterer von zwei Söhnen der Eheleute Philipp Gies und Johanna Gies, geborene Grieb, in München auf. Der Vater verstarb bereits 1915. Es ist unsicher, ob Gies die Realschule besuchte oder die achtjährige Volksschule. In München durchlief er zunächst eine kunsthandwerkliche Ausbildung. 1902 bis 1906 absolvierte er eine Lehre als Ziseleur bei Winhart & Co., für die er nach seiner Gesellenprüfung mit Unterbrechungen bis 1914 als freier Mitarbeiter tätig blieb. Zeitgleich besuchte er 1902 bis 1904 die Städtische Gewerbeschule an der Luisenstraße (Ziselieren bei Johann Vierthaler, Modellieren bei Franz Xaver Krieger und Franz Bernauer). In diese Zeit, teils auch früher, lassen sich Studienblätter datieren, die auf einen Zeichen(vor)kurs schließen lassen. Von 1904 bis 1907 erlernte er an der Königlichen Kunstgewerbeschule München bei Heinrich Waderé das figürliche Modellieren und bei Fritz von Miller das Ziselieren und Emaillieren. Besonders prägend war dabei der Einfluss von Waderé, der Gies mit der Medaillenkunst in Berührung brachte. Von Mai 1908 bis vermutlich 1910 studierte er an der Münchner Kunstakademie Bildhauerei bei Balthasar Schmitt. Damals schloss er Freundschaft mit dem Bildhauer Karl Knappe.
Im späten 19. Jahrhundert hatte der Historismus auch Auswirkungen auf die Metallverarbeitung, wurde jedoch zu Beginn des 20. Jahrhunderts von Einflüssen des Jugendstils bzw. „Süddeutschen Tendenzen“ abgelöst. Die Firma Winhart & Co. verfolgte fortschrittliche Ansätze aus beiden Richtungen, was Gies früh mit Richard Riemerschmid und Bruno Paul in Kontakt brachte. Weitere Vertreter des Münchener Jugendstils im Umkreis der Vereinigten Werkstätten für Kunst im Handwerk waren Hermann Obrist und Bernhard Pankok.
Seit spätestens 1912 war Gies als freischaffender Bildhauer in München tätig. Eine Zusammenarbeit mit der Porzellanmanufaktur Nymphenburg erweiterte seine Möglichkeiten im Umgang mit Keramik wie Majolika; sein keramischer Ofen fand bei der Schweizerischen Landesausstellung 1914 in Bern Beachtung. Um 1910/1911 setzte sein Medaillen- und Plakettenwerk ein, worin Gies zu einem der bedeutendsten Vertreter im 20. Jahrhundert wurde. Damals förderte Max Bernhart als Kustos am Königlichen Münzkabinett (heute Staatliche Münzsammlung München) die künstlerische Erneuerung der Gussmedaille in Tradition der Renaissance. Gemeinsam mit der Prägeanstalt Poellath in Schrobenhausen veranstaltete er Wettbewerbe, an denen Gies sich erfolgreich beteiligte. Bis 1918 erschienen viele seiner Medaillen und Plaketten im Verlag von Poellath. 1913 wurde Gies Mitglied im 1907 gegründeten Deutschen Werkbund. Dort propagierten Bildende Künstler, Architekten, Gestalter und Unternehmer die praxisnahe Einheit von sogenannter Freier und Angewandter Kunst. Dies sollte Gies, der selbst aus dem Kunsthandwerk stammte, zeitlebens prägen. Die wachsende Wertschätzung seiner klaren und großzügigen Wandgestaltungen durch Architekten führte seit 1922 immer wieder zur Zusammenarbeit bei der Kunst am Bau. Mit Beginn des Dritten Reiches ermöglichte sie dem als „entarteter Künstler“ verfemten Gies zunächst noch manches Werk im halb- oder nichtöffentlichen Raum. Nach 1945 setzten Architekten und Bauherren die Zusammenarbeit fort. So waren beim Auftrag zum Bundesadler im Bonner Bundestag (der später so genannten Fetten Henne, 1953) im Alten Plenarsaal des Deutschen Bundestages in Bonn wichtige Beteiligte langjährige Werkbund-Mitglieder: Der Bildhauer Gies, der Architekt Hans Schwippert und auf Seiten der Auftraggeber der erste deutsche Bundespräsident Theodor Heuss (1918 bis 1933 Werkbund-Geschäftsführer).
1914 brach der Erste Weltkrieg aus, an dem Gies aus gesundheitlichen Gründen nicht als Soldat teilnahm, aber zeitweilig zum Arbeitsdienst in einer Pasinger Munitionsfabrik eingezogen wurde. In seinen zahlreichen Medaillen und Plaketten, teils in eigenen Themenserien erschienen, distanzierte er sich in dieser Zeit vom Patriotismus, verweigerte sich der Indienstnahme durch die staatliche Propaganda und stellte das aktuelle Kriegsleid in einer überzeitlichen Interpretation dar, was gelegentlich zu einer obrigkeitlichen Zensur seiner Werke führte.

### 1918 bis 1945
Im August 1917 hatte Bruno Paul, der Leiter der Unterrichtsanstalt des Kunstgewerbemuseums Berlin, zur Besichtigung verschiedener Bildhauerarbeiten eine Dienstreise nach München unternommen. An der Unterrichtsanstalt war nach dem Ausscheiden Joseph Wackerles eine Stelle unbesetzt, die sich speziell mit der Medaillenkunst beschäftigt hatte. Während dieser Reise traf Paul auf Gies und konnte diesen anschließend mit Unterstützung durch Wilhelm von Bode, den Generaldirektor der Königlichen Museen zu Berlin, an die Unterrichtsanstalt berufen. Paul war möglicherweise durch frühere Empfehlungen oder durch seine Kenntnis der progressiven Münchner Medaillenkunst in Konkurrenz zur offiziösen Berliner Prägemedaille auf Gies aufmerksam geworden. Vielleicht entsann er sich dessen auch noch aus der Zeit seiner eigenen Kooperation mit Winhart & Co. (um 1902).
In Berlin wurde Gies Lehrer der Klasse für Stempelschneiden und Modellieren für Goldschmiede und Ziseleure und 1921 zum Professor ernannt. Ab 1924 leitete er an den Vereinigten Staatsschulen für Freie und Angewandte Kunst (heute Universität der Künste Berlin) die Klasse für dekorative Plastik. Einer seiner Schüler war der Keramiker Heiner-Hans Körting. 1920 heiratete Gies Hanna geb. Busse (1887–1973); ihre Ehe blieb kinderlos. Um 1919 begann Gies sein kleinplastisches Werk zu entwickeln. Es folgte die Beschäftigung mit Glasmalerei und Mosaik. Als tiefgläubiger Katholik schuf Gies bauverbundene und freie Arbeiten im Geist der Reformbewegung religiöser Kunst. Zur Modernisierung der Berliner St. Hedwigs-Kathedrale 1931 bis 1932 durch Clemens Holzmeister trug er ein Lamm Gottes in der Mandorla bei. Sein damals umfangreichstes Werk entstand 1930 für die Neugestaltung der Bonner Universitätsaula durch Bruno Paul: Der siebenteilige Orgelprospekt Alma Mater und vier Fakultäten zeigt geflügelte Genien als Personifikationen der Fakultäten. 1933 wurde dieser Prospekt durch die neuen Machthaber sogleich mit Hakenkreuzfahnen verhängt. In Fragmenten über den Krieg gekommen, ist er als Teilrekonstruktion seit 1993 in der Aula der Kölner Fachhochschule installiert. Obschon grundsätzlich unpolitisch und auch wegen seiner Zensur-Erfahrungen während des Ersten Weltkrieges zurückhaltend, beteiligte sich Gies an Wettbewerben zu offiziellen Veröffentlichungen der jungen Weimarer Republik. So gestaltete er für den Reichskunstwart, das Werkbund-Mitglied Edwin Redslob, 1923 die expressionistische Medaille Ruhrkampf. Daneben erhielt der unter Architekten als „Adler-Spezialist“ bekannte Bildhauer weitere Aufträge durch diese, darunter Eduard Jobst Siedler, für dessen Erweiterungsbau an der Berliner Reichskanzlei er 1930 zwei republikanische Reichsadler schuf. Das „Dritte Reich“ sollte dann für seine eigenen Hoheitszeichen (Reichsadler mit Eichenlaubkranz und Hakenkreuz) anstelle des als „Entarteter“ abgelehnten Gies den Bildhauer Kurt Schmid-Ehmen beschäftigen, so auch beim Bau der Neuen Reichskanzlei durch Albert Speer, ebenso für dessen Deutschen Pavillon auf der Pariser Welt(fach)ausstellung 1937. Bei der Gestaltung der Berliner Neuen Wache von Karl Friedrich Schinkel zum Ehrenmal für die Gefallenen des Ersten Weltkrieges ließ Heinrich Tessenow 1930 bis 1931 einen großen Kranz silberner Eichenlaubblätter durch Gies entwerfen. In den Wirren der Zeit seit 1945 verschwunden, unter abenteuerlichen Umständen wiedergefunden und noch durch Gies restauriert, ist der Kranz heute im Deutschen Historischen Museum ausgestellt.
Wie viele moderne Künstler, Architekten und andere Kulturschaffende der Weimarer Republik hoffte auch Gies, trotz der Machtergreifung durch die Nationalsozialisten, weiter seinem künstlerischen Schaffen nachgehen zu können. Anders als manche seiner progressiven und bis heute geachteten Kollegen, darunter als Bildhauer Ernst Barlach, unterzeichnete Gies 1934 nicht den durch Joseph Goebbels formulierten Aufruf der Kulturschaffenden und suchte keine Nähe zu den neuen Machthabern. Zwischen denen und ihm standen vielmehr Architekten wie Peter Behrens, Paul Bonatz, Emil Fahrenkamp, Hans Herkommer, Werner March, Friedrich Tamms und Heinrich Tessenow. Diese kannten und schätzten Gies aus der Zwischenkriegszeit, durften über 1933 hinaus weiterhin bauen und hatten entscheidenden Einfluss auf die baukünstlerische Ausstattung. Neben Traditionalisten suchten aber auch Avantgardisten wie Erich Mendelsohn (wie Gies 1933 zum Austritt aus der Preußischen Akademie der Künste aufgefordert und noch 1933 emigriert), Rudolf Schwarz und der nach Kriegsende einflussreiche Egon Eiermann die Zusammenarbeit mit Gies. Dessen Entwurf Der erste Mai gewann gleich im April 1934 den ersten Preis unter 685 Wettbewerbs-Einsendungen, darunter Max Pechstein mit vier unterm Hakenkreuz hämmernden Schmieden, zu einem Wandbild im geplanten Haus der Arbeit der Deutschen Arbeitsfront. Gab dies den Fortschrittlichen zunächst noch Hoffnung auf eine künftige Akzeptanz ihrer Werke, so brach in der NS-Presse ein Sturm der Entrüstung los: Gerade der mit seinem Lübecker Kruzifixus schon seit 1922 als „entartet“ klassifizierte Künstler durfte hier nicht zum Zuge kommen. Umgehend wurde der Wettbewerb niedergeschlagen, Adolf Hitler selbst untersagte seine Realisierung. Die vorsichtig moderne Ausstellung Das Ereignisbild in der Berliner Nationalgalerie durfte den Gies-Entwurf 1935 nach heftiger Kritik durch Robert Scholz, den kulturpolitischen Redakteur des Völkischen Beobachters, nicht mehr zeigen.
Da Künstler einer Kunst am Bau im öffentlichen Raum oft weitgehend anonym bleiben, konnte auch Gies trotz wiederholter Anfeindungen durch die NS-Publizistik zunächst noch arbeiten. So nahm er einen Auftrag des vormaligen Bauhaus-Dozenten Herbert Bayer für die Ausstellung Das Wunder des Lebens (23. März bis 5. Mai 1935 in Berlin) an und entwarf das einleitende Monumentalrelief Empor als Hinweis auf das nationalsozialistische Führerprinzip. Der avantgardistische Gestalter Bayer konnte bis zu seiner Emigration 1938 mehrere spektakuläre Großausstellungen für das Regime ausrichten. Nachdem ein unter Beteiligung u. a. von Walter Gropius, Ludwig Mies van der Rohe und Hans Poelzig durchgeführter Architekturwettbewerb annulliert worden war, führte der Reichsbank-Baudirektor Heinrich Wolff nach eigenen Plänen 1935 bis 1939 einen Erweiterungsbau der Berliner Reichsbank aus (als denkmalgerecht restauriertes Haus am Werderschen Markt heute Sitz des Auswärtigen Amtes). Für dessen Fassade schuf Gies einen Reichsadler mit Eichenlaubkranz und Hakenkreuz. Derselbe Architekt hatte Gies schon 1932 bei der Reichsbank-Niederlassung in Frankfurt a. M. für einen Adler und einen Greif im Foyer hinzugezogen. Zwei gleichzeitig von Gies im Berliner Reichsbank-Treppenhaus ausgeführte Adlerreliefs, diese ohne Hakenkreuz, ließ die DDR-Führung 1950 trotz Protesten unter anderem durch Paul Ortwin Rave und den Gies-Schüler Gustav Seitz abschlagen. Da sich das NS-Regime mit den Olympischen Sommerspielen 1936 der Weltöffentlichkeit als tolerant zeigen wollte, konnte der leitende Architekt Werner March bei der künstlerischen Gestaltung des Berliner Reichssportfeldes 1934 bis 1935 neben klassisch-figurativen Bildhauern wie Karl Albiker und Georg Kolbe auch die „Expressionisten“ August Babberger und Gies hinzuziehen, wenn auch ein Wandbildentwurf von Gies abgelehnt wurde. Dieser gewann 1934 zwar einen Wandbild-Wettbewerb für Johannes Ziertmanns richtungsweisenden Neubau des Duisburger Hauptbahnhofs, doch wurde sein dort 1935 ausgeführtes Werk Industrielandschaft mit Rheinkahn kurz darauf behördlicherseits übertüncht. Zur Berliner Propagandaausstellung Gebt mir vier Jahre Zeit, deren Haupthalle unter der Regie von Egon Eiermann 1937 unter anderem ein 18 Meter großes Hitler-Bildnis zeigte, durfte Gies eben noch eine Eichenlaub-Dekoration des Kinosaals beisteuern.
Erst 1931 war der Bildhauer im sogenannten Pairsschub durch den preußischen Kultusminister Adolf Grimme in die Preußische Akademie der Künste berufen worden. Nach der Machtübernahme durch die Nationalsozialisten forderten diese ihn am 15. Mai 1933 zum Austritt aus der Akademie auf. Zugleich geriet Gies nicht nur wegen seiner Kunst, sondern auch wegen seiner Loyalität zu regimekritischen und jüdischen Studenten unter Druck. Am 1. April 1933 diffamierten Mitglieder des Nationalsozialistischen Deutschen Studentenbundes auf einem Transparent im Foyer der Vereinigten Staatsschulen die Dozenten Gies, Karl Hofer, Cesar Klein, Oskar Schlemmer und Emil Rudolf Weiss als „typische Vertreter des zersetzenden liberalistisch-marxistisch-jüdischen Ungeistes“. Obschon wiederholt, u. a. beim preußischen Kultus- und NS-Reichsminister für Wissenschaft Bernhard Rust, denunziert, nahm Gies dennoch den kommunistischen Studenten Kurt Schumacher als Meisterschüler an und stellte ihm sein eigenes Atelier zur Verfügung. Ihm und anderen seiner Schüler sicherte er den Lebensunterhalt, indem er sie mit der Ausführung seiner bauplastischen Aufträge betraute. Schumacher wurde am 22. Dezember 1942 als Mitglied der Roten Kapelle und Widerstandskämpfer in Berlin-Plötzensee hingerichtet, sein politischer Gefährte und Kommilitone in der Gies-Klasse Carl Baumann entging mit Not diesem Schicksal. Zuvor hatte das Regime Gies 1936 als „Systemkünstler“ von seinem Lehramt „beurlaubt“ und schließlich am 14. Juni zum Jahresende 1937 hin entlassen. Als die Anfeindungen mit der Ausstellung Entartete Kunst 1937 (ersteröffnet am 19. Juli 1937 in München; bis April 1941 auf anderen Stationen in Deutschland und im 1938 "angeschlossenen" Österreich) einen neuen Höhepunkt erreichten und man ihn erneut zum Austritt aus der Preußischen Akademie der Künste drängte, erklärte Gies diesen im Juli 1937. Mindestens elf seiner Werke wurden von den Nationalsozialisten aus öffentlichen Sammlungen beschlagnahmt. In der Aktion „Entartete Kunst“ betraf das 1937 Werke aus der Kunsthütte Chemnitz, der Städtischen Kunstsammlung Duisburg, dem Museum Behnhaus in Lübeck und dem Museum für Kunst und Kunstgewerbe Stettin. Sein durch den Lübecker Museumsdirektor Carl Georg Heise ursprünglich für die Lübecker Marienkirche als Gefallenen-Ehrenmal in Auftrag gegebenes Kruzifix im Lübecker Dom wurde bereits zum Zeitpunkt seiner Entstehung 1921 als „überexpressionistisch“ wie auch „kultur-bolschewistisch“ verdammt. In der Nacht des 3. März 1922 entfernten Unbekannte den Kopf und versenkten ihn im nahegelegenen Mühlenteich. Durch Gies wiederhergestellt, bewirkte der Lübecker Kruzifixus bei seiner Präsentation zusammen mit anderen modernen religiösen Kunstwerken in Peter Behrens’ progressiver Dombauhütte auf der Deutschen Gewerbeschau München 1922 einen Proteststurm der Konservativen und Klerikalen. Aus einer Versammlung der Nationalsozialistischen Deutschen Arbeiterpartei wollten die Teilnehmer am 17. August 1922 spontan sogleich zur Dombauhütte marschieren und den Kruzifixus gewaltsam herausholen. Zwar unterblieb der Zug, doch durfte die Dombauhütte auf polizeiliche Anordnung erst nach Entfernung der Gies-Skulptur am 26. August 1922 wieder öffnen. Seitdem war sie prominentes Hassobjekt der nationalsozialistischen Kunstauffassung und späteren -politik. Zwischenzeitlich zeigte sie Walter Riezler, Werkbund-Mitglied und Direktor des Städtischen Museums Stettin, dessen Museumsverein das Werk 1923 erworben hatte. Hier durch Adolf Ziegler persönlich als Präsident der Reichskammer der bildenden Künste und Kurator der Schandausstellung Entartete Kunst am 8. Juli 1937 (noch vor der offiziellen „Säuberung“ und Beschlagnahmung von Stettiner Museumsbeständen im August) angefordert und express nach München spediert, wurde der Lübecker Kruzifixus dort konsequenterweise gleich am Anfang dieser Ausstellung, ostentativ im Treppenhaus der Hofgartenarkaden zum 1. Obergeschoss zur Schau gestellt. Nach weiteren Ausstellungsstationen wurde er anschließend vermutlich zerstört. Nach der Femeausstellung 1937 konnten die Gies wohlgesonnenen Architekten ihn nahezu nur noch für Aufgaben fern der breiten Öffentlichkeit hinzuziehen.
Selbst für damalige Verhältnisse ungewöhnlich sind dabei Entstehungsumstände und Schicksal des Reliefs Eichbaum für ein Bauprojekt in Krakau. Im November 1939 hatte dort der Architekt Edgar Horstmann (Lübeck 1902–1994 Hamburg) mit dem Kaufmann Franz Koettgen ein Baubüro gegründet und seitdem auch Aufträge des Generalgouvernements erhalten. Dessen deutsche Zivilverwaltung hatte sich nach dem Überfall auf Polen in Krakau eingerichtet, der Generalgouverneur Hans Frank residierte auf dem dortigen Wawel, bis 1795 Sitz der polnischen Könige. Nachdem Frank eine Bauleitplanung des Bezirks genehmigt hatte, erteilte die Baudirektion des Generalgouvernements unter Theodor Bauder den Auftrag zu Planung und Errichtung eines Verwaltungsgebäudes der Kanzlei Burg an Horstmann und Koettgen. „Der Verbindungsmann zwischen der Baudirektion und dem Generalgouverneur ist Geheimrat [Architekt Richard] Rattinger.“ Solche Hierarchien eröffneten unbeabsichtigte Möglichkeiten: Bei der Auswahl der Mitarbeiter und der Kunst am Bau ließ man Horstmann und Koettgen gänzlich freie Hand. So übertrugen sie Detailplanung und Bauleitung dem schon lange am Wawel tätigen Team polnischer Architekten und Denkmalpfleger um Adolf Szyszko-Bohusz (1916–1946 zuständig für die Bauunterhaltung und -renovierung des Wawel). Diese und die polnischen Bauhandwerker waren durch ihre Arbeit für Horstmann, die deutschen Behörden und darüber für Hans Frank zunächst vor Inhaftierung und Verschleppung durch die deutschen Besatzer geschützt. Einen eigenen Entwurf durch Szyszko-Bohusz zum Verwaltungsgebäude hatte die Baudirektion 1940 abgelehnt. Als ehemaliger Bauhaus-Student interessierte Horstmann sich für die mittlerweile verfemte Moderne und sammelte illegal ihre Werke; darunter im persönlichen Kontakt solche von Oskar Kokoschka, über den er später ein Buch schrieb. Gies, seit Mitte der 1930er Jahre in innerer Emigration, kannte er schon durch den Deutschen Werkbund und durch den Ehrenmal-Kranz in der Berliner Neuen Wache. Anfang 1941 beauftragte er ihn mit der Gestaltung der Kaminwand im künftigen Sitzungssaal des Neubaus, das Thema stellte er ihm frei. Für die Außenwand des Saales beauftragte Horstmann den jüngeren Hermann Blumenthal mit einem Steinrelief von 6,00 × 9,00 m. Gies kannte Blumenthal aus dessen Studium bei den Kollegen Wilhelm Gerstel und Edwin Scharff an den Vereinigten Staatsschulen für Freie und Angewandte Kunst. Obschon noch 1937 Stipendiat der Villa Romana in Florenz, wurde Blumenthal wie zuvor schon Gies als „Entarteter“ diffamiert. Im Mai 1940 wurde er zur Wehrmacht eingezogen, doch bewirkte Horstmann seine mehrmonatige Freistellung für die Entwürfe zum Krakauer Auftrag. Fünf Modellvarianten in Gips zeigen athletische Akte junger Krieger zu Fuß und zu Pferde. Bevor ihn seine erneute Freistellung erreichte, diesmal zugunsten der Ausführung in Stein, fiel Hermann Blumenthal am 17. August 1942 an der Ostfront.
Für sein eigenes, schließlich 5,20 × 3,85 m messendes Relief Eichbaum fertigte Gies ein Tonmodell und begann 1941 mit der Ausführung in Spessarteiche. Im Vergleich zur Realisierung seiner anderen Großwerke (etwa im Sommer 1930 der weitaus aufwendigere Orgelprospekt Alma Mater und vier Fakultäten für die Bonner Universitätsaula) hätte diese zur Jahreswende 1941/1942 abgeschlossen sein können. Während Horstmann und seine polnischen Mitarbeiter spätestens seit dem deutschen Überfall auf die Sowjetunion am 22. Juni 1941 die Bauausführung in Krakau verzögerten, um sich möglichst unbeschadet bis zum Kriegsende durchzubringen, geschah ähnliches im Berliner Atelier: Ausgerechnet eine mittlere der acht Einzeltafeln begann Gies nicht einmal und verhinderte so die Ablieferung und Auftragserfüllung. Einer offiziellen Verwendung durch den Generalgouverneur Frank stand ohnedies Gies’ schon ins Holz gesetzte, volle Signatur (die er sonst kaum anwendete) des „entarteten“ Künstlers entgegen; hinzu setzte er den Namen seines Gehilfen „P. Klaar“, vermutlich Paul Klaar, den das Berliner Adressbuch von 1941 als Holzbildhauer führt. So blieb das fertiggestellte und bis heute staatlich genutzte Verwaltungsgebäude der Kanzlei Burg ohne die Kunst am Bau. Nicht zuletzt durch ihre Verzögerungstaktik kamen alle wesentlich Beteiligten durch den Krieg: Vom Vorwurf der Kollaboration entlastet, wirkte Adolf Szyszko-Bohusz weiter am Wawel, Edgar Horstmann erhielt zunächst eine lange Unabkömmlichstellung (UK) vom Kriegsdienst und vermittelte später an der Hamburger Landeskunstschule (heute Hochschule für bildende Künste Hamburg) jungen Studierenden die Gestaltung nach Bauhaus-Prinzipien, und im Werkbund-Gedanken sollte Gies bald ähnliches in Köln tun. Beim Umzug dorthin nahm er die Eichbaum-Tafeln 1950 mit sich und deponierte sie zunächst in der Garage des Freundes Georg Meistermann. Bald zwanzig Jahre nach seinem Tode wurden sie 1985 in einem ungenutzten Viehstall beschädigt aufgefunden. Unter Mitwirkung ehemaliger Gies-Schüler konnten sie restauriert und anhand einer Modellphotographie um die absichtsvoll fehlende Tafel zum Eichbaum ergänzt werden. 1990 bis 2002 war das posthum vollendete Relief im Maternushaus ausgestellt, dem Tagungszentrum des Erzbistums Köln von Hans Schilling und Peter Kulka. 2002 integrierte David Chipperfield den Eichbaum in seinen Neubau eines Verwaltungsgebäudes im Münsterland, wo es bis Frühjahr 2021 aufgehängt war; seitdem blieb es juristisch streitbefangen.
Hatte Gies bis 1933 rege und international am Ausstellungswesen mitgewirkt, so wurde er davon zunehmend und seit Ende 1937 gänzlich ausgeschlossen. Als das Regime sich angesichts ausländischer Proteste gegen seine (kultur)politischen Restriktionen aus Prestigegründen veranlasst sah, zur Weltausstellung A Century of Progress in Chicago (seit 27. Mai 1933, in zwei Teilen bis 1934) über den evangelischen Kunstdienst dort einen Beitrag moderner deutscher Kirchenkunst zu ermöglichen, wählte der Kurator Otto Bartning neben Ernst Barlach, Jan Thorn Prikker und anderen Progressiven auch Gies aus. Sicher belegt ist noch 1936 dessen Teilnahme an der Ausstellung Deutsche Wandmalerei der Gegenwart in der Städtischen Ausstellungshalle Karlsruhe.
Im Gegensatz zu seinen ab 1945 weiterhin geschätzten und beauftragten Bildhauerkollegen wie Albiker, Arno Breker, Hans Breker und Fritz Klimsch, wie Kolbe, Richard Scheibe und Josef Thorak stand er nicht auf der Liste der „Gottbegnadeten“, erfuhr er weder deren Vergünstigungen noch öffentliche Ankäufe. Anders als jene schuf er, immerhin Meister des Kleinreliefs, kein Hitler-Porträt; sein einziges „politisches“ Werk auf diesem Feld blieb 1934 (hakenkreuzfrei) die KPM-Porzellanplakette Deutsch die Saar anlässlich der Volksabstimmung im Januar 1935.

### 1945 bis 1966
Im Februar 1944 war Gies’ Atelier in Berlin-Lichterfelde dem Bombenkrieg zum Opfer gefallen, ein Luftangriff hatte 1944 sein Wohnhaus in Berlin-Zehlendorf schwer beschädigt. Da sich der Bildhauer zeitlebens konsequent vom Kunstmarkt fernhielt, ging mit dem Berliner Atelier ein Großteil seines freien Schaffens früher Jahre unter. Gleich 1945 wurde Gies wieder in die Preußische Akademie der Künste (seit 1993 Akademie der Künste) berufen. Nach dem Ende des Zweiten Weltkriegs war er in Berlin freiberuflich tätig, vor allem im Wiederaufbau bombengeschädigter Kirchen. In Köln hatte derweil Oberbürgermeister Konrad Adenauer den 1933 als Leiter des Duisburger Museumsvereins (dem heutigen Lehmbruck-Museum) durch die Nationalsozialisten entlassenen Kunsthistoriker August Hoff mit der Neugründung der Kölner Werkschulen betraut. Das Werkbund-Mitglied Hoff berief ein Kollegium von Dozenten, die nach den dunklen Jahren des NS-Regimes eine neue Generation von Studierenden auf Basis einer nun wieder demokratischen Gesellschaftsordnung ausbilden sollten. Als Verfechter einer modernen religiösen Kunst, auch im Kirchenraum, kannten sich Hoff und Gies seit den frühen 1920er Jahren. August Hoff war künstlerischer Berater des progressiven Glasmalerei- und Mosaikunternehmens Puhl & Wagner Gottfried Heinersdorff in Berlin, mit dem auch Gies zusammenarbeitete.
Von 1950 bis 1962 übernahm Ludwig Gies in Köln die Professur für Bildhauerei, Steinmetz- und Friedhofskunst. Neben Ewald Mataré (seit 1946 Leiter einer Bildhauerklasse an der Kunstakademie Düsseldorf) zählt er zu den Begründern einer Rheinischen Bildhauerschule. Ihre Kunst im öffentlichen Raum sollte zur ästhetisch anspruchsvollen Alltagswelt einer liberalen Gesellschaft beitragen. In diesem Sinne nahm Gies von 1945 bis zum Lebensende nochmals rund sechzig solcher Aufträge an. Wie zuvor in Berlin, beteiligte er nun in Westdeutschland seine Schüler an der Ausführung. Neben der praktischen und künstlerischen Ausbildung sah er darin deren wirtschaftliche Unterstützung. Zu den umfangreichsten Projekten zählte 1950 bis 1954 das Funkhaus des damaligen Nordwestdeutschen Rundfunks (heute Westdeutscher Rundfunk) am Kölner Wallrafplatz mit plastischen und Glasfenstergestaltungen. Staatliche wie kirchliche Bauträger zogen Gies unmittelbar oder über die beauftragten Architekten bei der künstlerischen Ausgestaltung von Behörden, Kirchen und Schulen hinzu. 1952 war er Juror der Kunstausstellung Eisen und Stahl.
Gies wurde 1966 auf dem Melaten-Friedhof (Flur 44) in Köln beerdigt. Nach dem Tod seiner Frau Hanna Gies 1973 gelangte sein künstlerischer Nachlass 1975 als Schenkung ihrer Erben an das Museum Morsbroich in Leverkusen. Nach mehrjähriger Inventarisierung legte das Museum 1990 den wissenschaftlichen Bestandskatalog der plastischen Werke vor. Im selben Jahr veranstaltete es gemeinsam mit dem Erzbistum Köln eine umfangreiche Retrospektive. Anlässlich der 12. Triennale Kleinplastik zeigte das Museum 2013 gemeinsam mit der Letter Stiftung in der Galerie der Stadt Fellbach sein 1997 eröffnetes Ludwig Gies-Kabinett, das es danach im eigenen Hause nicht wieder einrichtete.

## Wirken
Gies blieb in seinen Werken stets der Gegenständlichkeit verbunden. Abstraktion sah er mehr als gedanklichen Prozess und suchte sie nicht in der Form. Anstelle eines wirklichkeitsgetreuen Naturalismus entwickelte er stilisierte, teils ornamenthaft anmutende Gestalten. Zwei bildhauerische Positionen wurden für sein groß- wie kleinplastisches Werk prägend: Zum einen die Relieftheorie von Adolf von Hildebrand, nach der alle Kompositionselemente auf Fernansichtigkeit angelegt und klar voneinander abgesetzt sind. Im plastischen Flächenbild werden verunklärende Überschneidungen vermieden. Alle wichtigen Bildelemente legen sich einer imaginären Glasscheibe an, welche den Bildraum zum Betrachter hin begrenzt. Diese Relieftheorie wandte Gies konsequent auch bei dreidimensionalen Bildwerken an, deren stereometrische Raumkörper aus drei bis vier rechtwinklig aneinander anschließenden Ansichtsseiten bestehen. Zweitens griff er die altägyptische Technik des versenkten Reliefs auf: Wie später bei Hildebrand ist dieses metrisch wenig tief und wirkt optisch dennoch äußerst plastisch. Zunächst wird der Kontur der Bildgestalt rechtwinklig der Fläche eingeschnitten. Aus diesem Keilschnitt heraus steigt ihr Volumen flach bis wiederum zur Vorderebene an. Die Binnenzeichnung, etwa der Gesichtszüge, wird darin linear angelegt.
Früh machte sich Gies einen Namen als Medailleur. Varianten nicht mitgezählt, schuf er rund 500 Kleinreliefs (Medaillen und Plaketten, Münzen, Siegel und Trockenstempel). Seine Anfänge orientierten sich im Rahmen der Erneuerung der künstlerischen Gussmedaille um 1910 in München an der italienischen Renaissance. Indem er auch im kleinen Format mit sparsamen Bildmitteln eine monumentale Wirkung entfaltete, galt er schon den Zeitgenossen als unverwechselbarer Künstler. Gegen 1920 entwickelte Gies expressionistische Tendenzen mit häufig bizarr geschnittenen Reliefs und einem teils kubistisch, teils spätexpressionistisch anmutenden Stil. Zu Ende der 1920er Jahre wurden seine Formen weicher und fließender, in den 1940er und frühen 1950er Jahren traten wiederum kantige Stilmittel hinzu. Gegen Ende seines Schaffens reduzierte Gies seine plastischen Ausdrucksmittel nochmals zugunsten einer flächenbetonten Linearzeichnung.
Dieselben Stilmittel zeichnen sein kleinplastisches Schaffen vor allem in Holz, gelegentlich in Keramik und Porzellan sowie seltener in Metall aus. Bis auf wenige Entwürfe für Porzellanmanufakturen (darunter 1926 das Mondschaf für die KPM Berlin, eine Hommage an Christian Morgenstern) schuf er diese Bildwerke allein für sich und stellte sie nicht im Kunsthandel vor. Besonders die vegetabil-ornamental angelegten Arbeiten aus der Zeit seiner inneren Emigration seit 1933 reflektieren die Einsamkeit des Menschen angesichts äußerer Bedrängnis und metaphorisch seinen Rückzug in das bergende Dunkel des Waldes. Im großen Maßstab vermittelt der 1941 für den Verwaltungsbau beim Wawel in Krakau konzipierte Eichbaum mit spätexpressionistischen Stilmitteln diese Naturmystik sowie ein Kosmos- und Gottesverständnis, das theosophische und anthroposophische Züge trägt; die Nichtvollendung dieses Reliefs durch den Künstler selbst ist auch Ausdruck seiner Resignation angesichts der Katastrophe. Das Bild des Menschen, in dem Gies das Abbild Gottes erkannte, zieht sich durch sein gesamtes Schaffen. Den Menschenansammlungen auf Kleinreliefs zum Ersten Weltkrieg folgte eine Reduzierung auf das Individuum, das Paar von Frau und Mann oder auf die (Heilige) Familie. In seinen wenigen Porträtmedaillen, meist zu Freunden, erfasste er die Persönlichkeit der Dargestellten ohne Psychologisierung. Im weiteren Sinne ungegenständlich sind schließlich viele seiner überhaupt zahlreichen Ornamentverglasungen und Fassadengestaltungen seiner Kölner Zeit.
Zu Ludwig Gies’ Schülern und an seinen Werkausführungen Beteiligten seiner Berliner Zeit zählen Carl Baumann, Theo Bechteler, Anita Blum-Paumichl, Helmut Brinkmann, Josefthomas Brinkschröder, Hilde Broër, Marie Elisabeth Caputo (geb. Fränkel), Fritz Cremer, Fritz During, Walter Englert, Kurt Erdmann, Rupert Gehl, Otto Hitzberger, P.(aul?) Klaar, Heiner-Hans Körting, Peter Lipman-Wulf, Fritz Melis, Andreas Moritz, Rolf Nida-Rümelin, Walter Schoneweg, Kurt Schumacher, Gustav Seitz, Robert Stiehler, August Walser, Rolf Weber und Paul Wedepohl.
Gies gilt als der Begründer der Rheinischen Medailleurschule. Zu seinen Kölner Schülern zählen Claus Andreas Barthelmess, Alphons Bemelmans, Anita Blum-Paulmichl, Josefthomas Brinkschröder, Hans Karl Burgeff, Heribert Calleen, Josef Carisch, Alfons Droll, Heinz Dywan, Jürgen Fischer, Hinrich Grzibek, Claus Harnischmacher, Sepp Hürten, Volker Lüttge, Volker Matten, Franz Mecsai, Karl-Heinz Müller, Jochem Pechau, Rudolf Peer, Wolfgang Reuter, Ulrich Rückriem, Bernhard Schoofs, Elmar Schulte, Dietrich Seidl, Dagobert Stanke, August Suberg, Werner Vogel und Johannes Wolf. Der letzte Meisterschüler von Gies war Wolfgang Reuter, Gies’ Nachfolger in der Lehre war Hans Karl Burgeff. Dessen Schüler, unter anderem Agatha Kill, Lucia Maria Hardegen und Ulrich Görtz, setzen diese Tradition in dritter Generation fort.

## Ehrungen
- 1931 Mitglied der Preußischen Akademie der Künste
- 1953 Ehrenmitglied der Akademie der Bildenden Künste München
- 1954 Mitglied der Akademie der Künste Berlin
- 1955 Großer Kunstpreis des Landes Nordrhein-Westfalen für Bildhauerei
- 1957 Großes Verdienstkreuz des Verdienstordens der Bundesrepublik Deutschland
- 1959 Cornelius-Preis der Stadt Düsseldorf[81]
- 1965 Stephan-Lochner-Medaille der Stadt Köln
- In Köln-Seeberg ist die Ludwig-Gies-Straße nach ihm benannt.
- Die Letter Stiftung in Köln vergibt anlässlich der Triennale Kleinplastik Fellbach den Ludwig Gies-Preis für Kleinplastik. Seit 1995 wurden ausgezeichnet Martin Assig, Jurij Avvakumov, Guy Bar-Amotz, Willem Boshoff, Björn Braun, Nathan Coley, Stephen Craig, Mariechen Danz, Fabian Feichter, Flaka Haliti, Bethan Huws, Jürgen Krause, OA Krimmel, Mariele Neudecker, Koken Nomura, Att Poomtangon, Tamás Trombitás und Viron Erol Vert.

## 1937 in der Aktion „Entartete Kunst“ beschlagnahmte Werke
- Mater Dolorosa (Plastik, Bronze; Kunsthütte Chemnitz; zerstört)
- Adam (Plastik, Gips; Museum Behnhaus Lübeck; zerstört)
- Eva (Plastik, Gips; Museum Behnhaus Lübeck; zerstört)
- Kruzifixus (Skulptur, Holz, 1921; Museum für Kunst und Kunstgewerbe Stettin; wahrscheinlich zerstört)
- Liebespaar (Plastik, Porzellan; Museum für Kunst und Kunstgewerbe Stettin)
- Schaf (Plastik, Porzellan; Museum für Kunst und Kunstgewerbe Stettin; zerstört)
- Taufschale (Treibarbeit, Messing, 1921; Museum Behnhaus Lübeck)
- Ruhrkampf-Plakette (Kleinrelief, Eisen, Städtische Kunstsammlung Duisburg)

Quelle:

## Werke im öffentlichen Raum

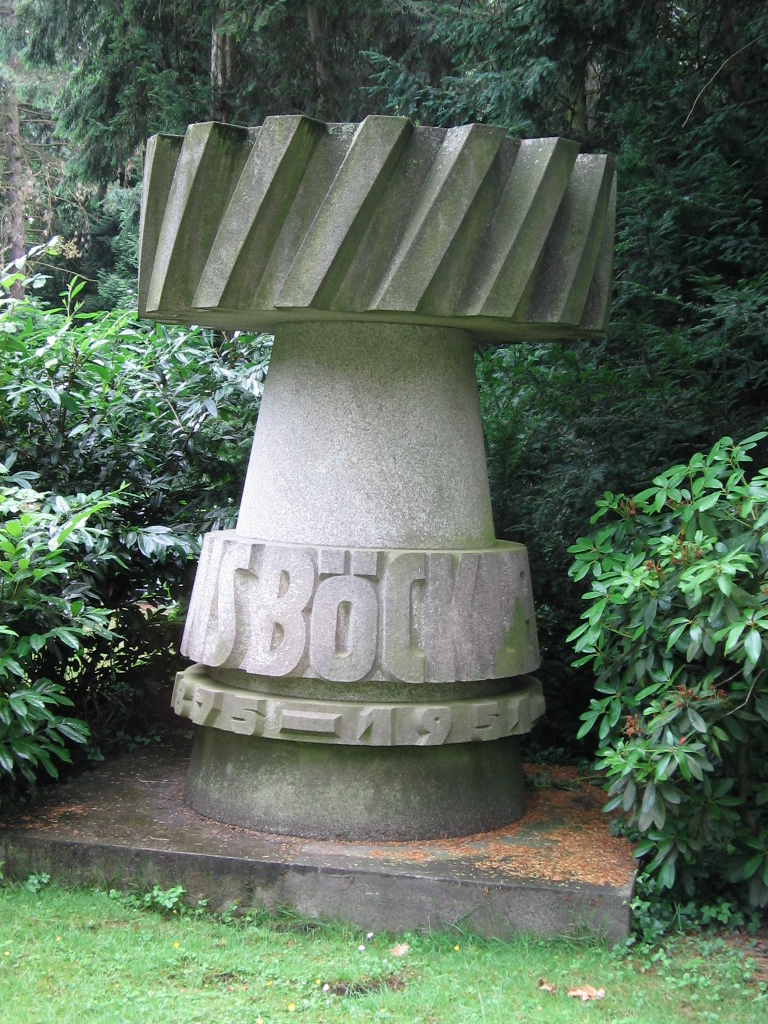
Grabstein für Hans Böckler, 1952–1953 auf dem Friedhof Melaten in Köln

Einschließlich unrealisierter und zerstörter Werke in chronologischer Folge:
- 1921 Lübeck, Dom: Lübecker Kruzifixus
- um 1923 Frankfurt a. M., IG Farben, Verwaltungsgebäude: sechs Eisenklinkerplastiken Metallarbeiter
- 1928 Essen, Museum Folkwang, Ehrenhof: zwei Travertinreliefs Geflügelter Genius
- 1930 Berlin, Reichskanzlei, Erweiterungsbau: zwei Reichsadler
- 1930 Bonn, Universität, Aula: Orgelprospekt Alma Mater und vier Fakultäten
- 1930–1931 Berlin, Neue Wache, Ehrenmal für die Gefallenen des Ersten Weltkrieges: Ehrenkranz
- 1931–1932 Berlin, St. Hedwigs-Kathedrale: Lamm Gottes in der Mandorla
- 1931 oder 1932 Berlin, Gewerkschaftshaus der Metallarbeiter: Stuckrelief Arbeiter am Dampfhammer
- 1934 Berlin, Haus der Arbeit (geplant): Wandbildentwurf Ehrung der Arbeit
- 1934–1935 Berlin, Reichssportfeld: Dekoration in Glas und Stuck
- 1934–1935 Duisburg, Hauptbahnhof, Empfangshalle: Wandbild Industrielandschaft mit Rheinkahn
- 1936 Berlin, Messehallen am Funkturm, Ausst. Deutschland 1936, Ehrenhalle: Blattkränze an Pfeilern
- 1936 Berlin, Messehallen am Funkturm, Ausst. Wunder des Lebens, Eingangshalle: Stuckrelief Empor
- 1936 Schweinfurt, Willy-Sachs-Stadion, Eingang: Pfeilerbekrönung Adler auf Kugel
- 1936–1937 Hagen, Franziskanerkirche: Kanzel Johannesadler
- um 1936–1937 Berlin, Reichsbank: Hoheitszeichen Adler, zwei Travertinreliefs Adler
- 1937 Berlin, Messehallen am Funkturm, Ausst. Gebt mir vier Jahre Zeit, Kinosaal: ornamentale Dekoration
- 1941/1990 Krakau, Wawel, Verwaltungsgebäude: Holzrelief Eichbaum
- 1947–1949 Berlin-Weißensee, St. Josef: Glasfenster
- 1950–1954 Köln, Funkhaus am Wallrafplatz: plastische Werke und Glasfenster
- 1950–1952 Duisburg, Finanzamt Süd: Stuckrelief und Glasfenster
- 1952–1953 Düsseldorf, Girozentrale: Muschelkalkrelief, Lichtdecke und Glasfenster
- 1953 Bonn, Bundeshaus, Plenarsaal: Stuckrelief Bundesadler
- 1953 Köln, Regierungsgebäude: Werksteinrelief Lebensbaum
- 1953–1954 Köln, St. Kolumba: Glasfenster
- 1954–1959 Wuppertal-Barmen, Finanzamt: plastische Gestaltung Fassaden und Foyer, Glasfenster, Wandteppich
- 1955 Köln-Weiden, Wohnhaus Josef Haubrich: Muschelkalkskulptur Flötespielender Pan
- 1956 Düsseldorf, Franziskanerkirche: Fassadengestaltung, Altarkreuz, Glasfenster
- 1956 Köln, St. Aposteln, Josef-Könn-Aula: Glasfenster Aussendung der Apostel
- 1956–1957 München, Deutsches Patentamt, Eingang: Türverglasung Bundesadler
- 1957–1960 Oberhausen, Finanzamt Süd: plastische Gestaltung Fassade und Sitzungssaal, Granitbrunnen
- 1959 Düsseldorf-Gerresheim, St. Margareta: zwölf Glasfenster
- 1960–1965 Essen, Münsterkirche: Glasfenster
- 1960–1961 Düsseldorf, Landeshaus: Glasfenster
- 1961–1962 Wiesbaden, Landtag, Plenarsaal: Muschelkalkrelief Wappenwand
- 1963 Köln, Kölner Werkschulen: plastische Fassadengestaltung Ubierring